# Apera interrupta
Apera interrupta là một loài thực vật có hoa trong họ Hòa thảo. Loài này được (L.) P.Beauv. mô tả khoa học đầu tiên năm 1812.

## Hình ảnh

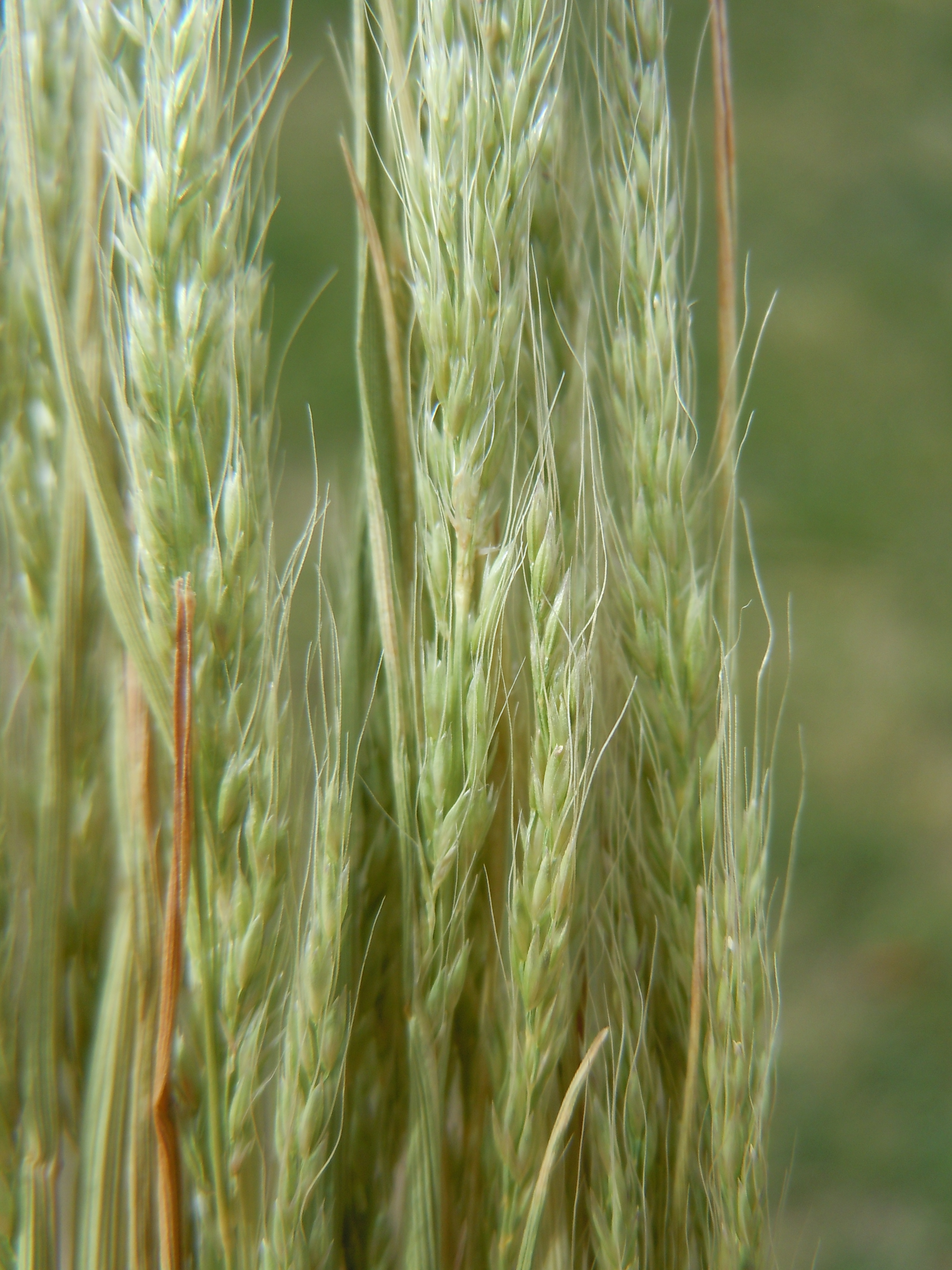
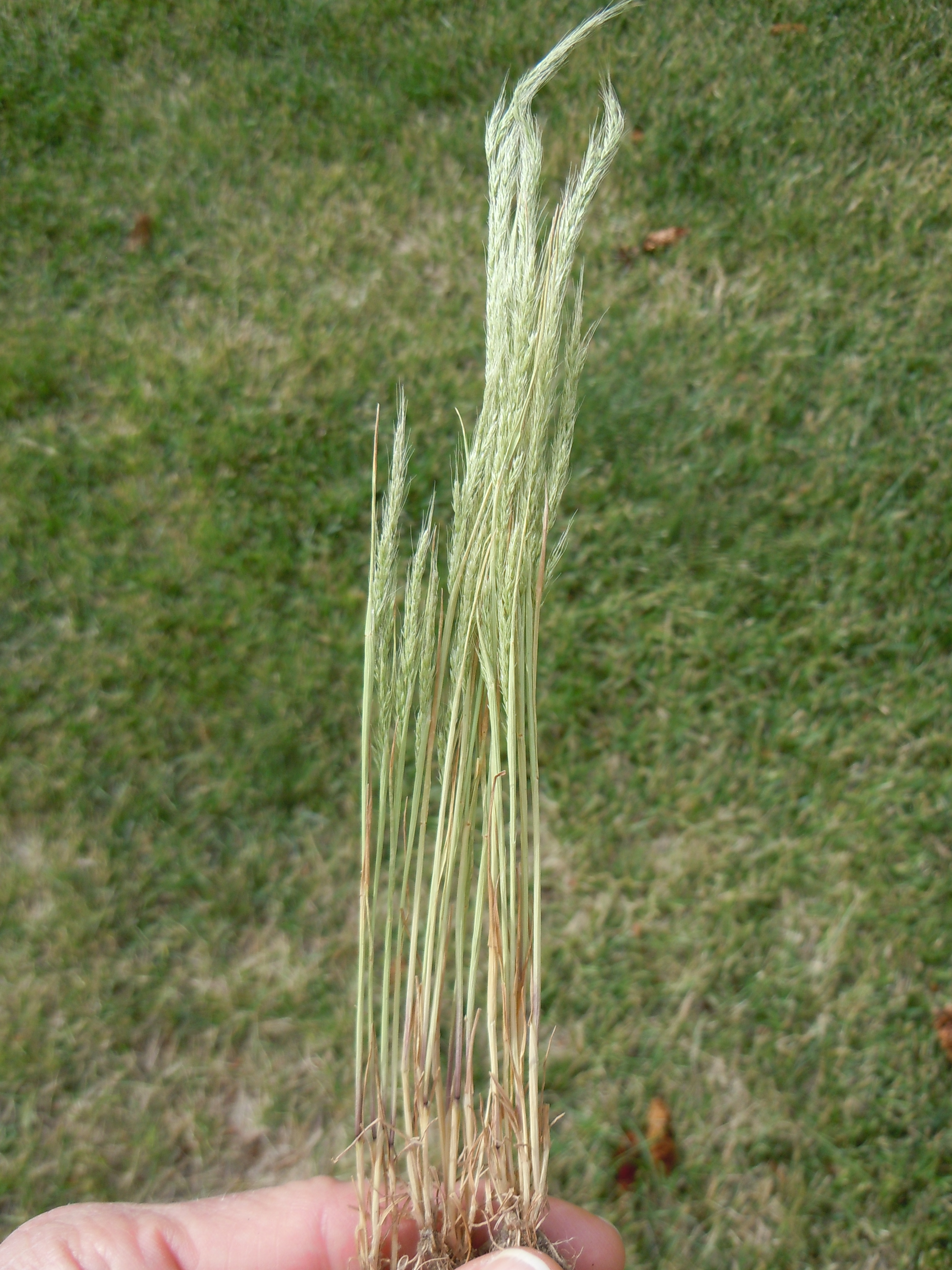
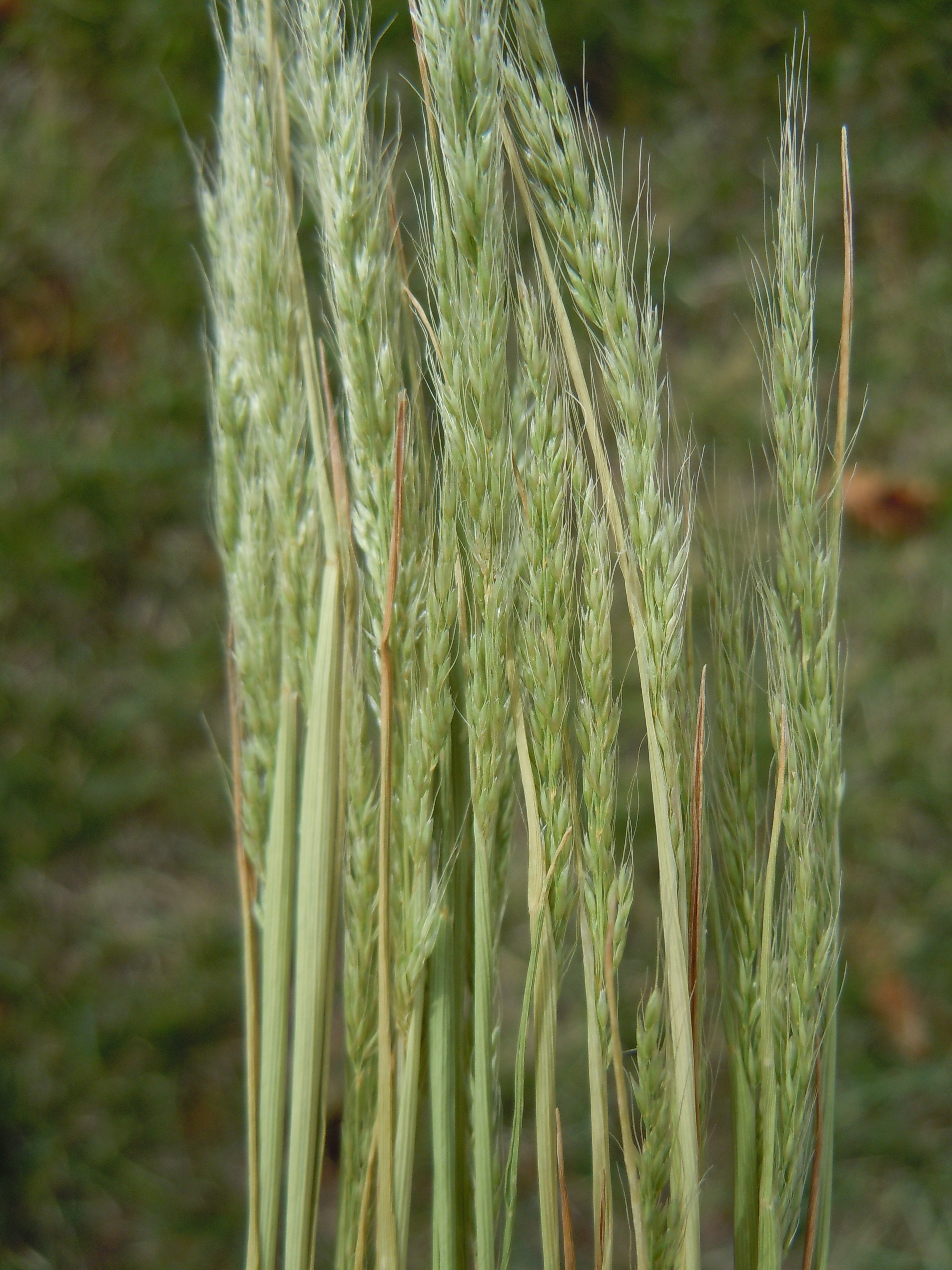
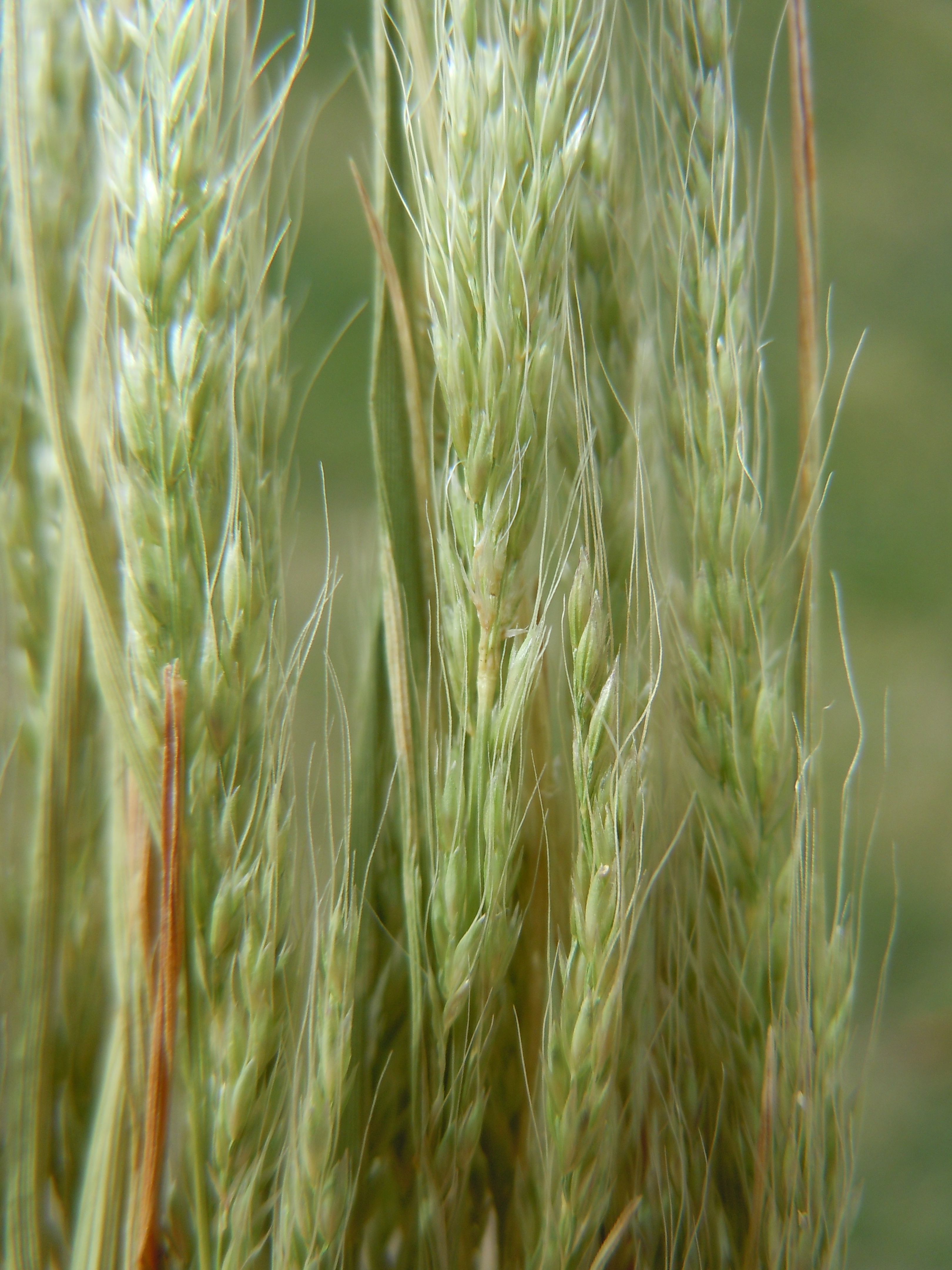